# Jean de La Ceppède
Jean de La Ceppède, seigneur des Aygalades, né en 1548 ou 1550 et mort à Avignon le 21 juillet 1623, originaire de Marseille, est un poète et magistrat français. 

## Biographie
D'une importante famille de Marseille, ayant donné plusieurs premiers consuls à la cité, Jean de La Ceppède est le fils de Baptiste de La Cépède et de Claude de Bompar. Marié à Madeleine de Brancas, fille de Gaspard de Brancas, comte de Forcalquier, baron de Céreste, et de Françoise d'Ancézune, il est le beau-père d'Henri de Simiane.
Il devient conseiller au parlement d'Aix, conseiller du Roi en ses conseil privé et d'État, puis premier président de la Chambre des comptes de Provence (1608).
Ce catholique est l'auteur des Méditations sur les Psaumes et surtout des Théorèmes sur le sacré mystère de notre rédemption (première partie en 1613, seconde partie en 1621 ; au total, plus de 500 sonnets). « Théorèmes » signifie ici « méditations » (sens étymologique). Les sonnets « méditent » le texte évangélique de la Passion du Christ, depuis la nuit sur le Mont des Oliviers. Étapes par étapes, station après station, Jean de La Ceppède commente et surtout « voit » l'effroyable spectacle, dont le sens se livre par le jeu des antithèses, des contrastes éblouissants que condense le texte poétique. Le choix du sonnet pour transcrire une telle épopée (épopée du Christ, épopée du fidèle), qui se découpe en stations, manifeste le souci baroque de signifier la vérité, de la « cristalliser » en une figure, une vision inoubliable : poésie mystique, rigueur formelle et effusion vont ainsi de pair.

## Œuvres
- L'idée de la Beauté, Aix, Maillou, 1582.
- Imitation des Pseaumes de la penitence de David, Lyon, Jean Tholosan, 1594.

- La Seconde partie des théorèmes de M. J. de La Ceppede seigneur d'Agallades, conseiller du Roi en ses conseil privé & d'Etat, chevalier & premier président en la cour des Cotes, Aides & Finances de Provence : Sur les mystères de la descente de Jesus-Christ aux Enfers, de la Resurrection, de ses apparitions après icelle, de son Ascension & de la mission du S. Esprit en forme visible, Toulouse, Raymond Colomiez, 1621 (lire en ligne)
- Les theoremes de messire Jean de La Ceppede seigneur d'Agallades, conseiller du Roi en ses conseil privé & d'Etat, chevalier & premier président en la cour des Cotes, Aides & Finances de Provence : Sur le sacré Mystere de nostre Redemption, divisez en trois livres, & enrichis de trois tables tres-amples du sujet des sonnets, des matieres, & des autheurs: suivis de l'Imitation de quelques pseaumes, & autres meslanges spirituels, Toulouse, Raymond Colomiez, Veuve de Jacques Colomiez, 1613 (lire en ligne)